# Carlos Ernesto Valencia
Carlos Ernesto Valencia García (Pereira, 20 de agosto de 1944-Bogotá, 16 de agosto de 1989) fue un abogado, juez y docente colombiano. Asesinado por el Cartel de Medellín.

## Biografía
Nacido en Pereira, se graduó como bachiller en 1961, prestó servicio militar y fue graduado en la Facultad de Ciencias Sociales de la Universidad Externado de Colombia en 1968, Valencia se desempeñó como juez en Pereira y en Santa Rosa de Cabal. Dicto clases en varias facultades de Derecho de la Universidad Libre, Universidad de Los Andes y la Universidad Externado de Colombia. En agosto de 1985, la Corte Suprema de Justicia lo designó como magistrado de la Sala Penal del Tribunal Superior de Bogotá. Conformó grupos de estudio y se caracterizó por ser un defensor de los Derechos Humanos. En ese cargo llamaría a juicio a Pablo Escobar por el asesinato de Guillermo Cano Isaza y a Gonzalo Rodríguez Gacha por el asesinato de Jaime Pardo Leal, lo que le ocasionó la muerte.

## Asesinato
Fue asesinado por cuatro sicarios movilizados en motocicletas y en un vehículo, en Bogotá en la calle 13 con carrera 17. En 1994 se determinó como responsables de su muerte a la Nación, en cabeza del Ministerio de Defensa, la Policía Nacional y el Departamento Administrativo de Seguridad (DAS), eran responsables de asesinato del magistrado.